# Oldřich Švestka
Oldřich Švestka (24. března 1922 Pozorka u Teplic – 8. června 1983 Praha) byl český a československý novinář, šéfredaktor listu Rudé právo, politik Komunistické strany Československa a poslanec Sněmovny lidu Federálního shromáždění za normalizace. V roce 1968 představitel konzervativního, prosovětského křídla KSČ.

## Biografie
V letech 1938–1941 pracoval jako dělník. V roce 1942 absolvoval obchodní akademii. Pak pracoval jako úředník v Německém Brodě a byl aktivní v komunistickém odboji. Od roku 1945 byl členem KSČ. Po osvobození pracoval krátce jako tajemník MNV a pak ONV v Německém (nyní již Havlíčkově) Brodě.
V letech 1951–1957 byl člen disciplinární komise Svazu československých novinářů a od roku 1959 do října 1967 členem Ústředního výboru Svazu československých novinářů. Dlouhodobě působil v redakci komunistického deníku Rudé právo, kde pracoval v letech 1945–1958 jako redaktor (od roku 1951 zástupce šéfredaktora) a v letech 1958–1968 a opět od roku 1975 jako šéfredaktor. V období let 1969–1971 byl šéfredaktorem stranického časopisu Tribuna.
Zastával i významné stranické posty. V letech 1963–1969 byl členem ideologické komise Ústředního výboru Komunistické strany Československa. XI. sjezd KSČ ho zvolil za kandidáta Ústředního výboru Komunistické strany Československa. Členem ÚV KSČ ho zvolil XII. sjezd KSČ a v této funkci ho potvrdil XIII. sjezd KSČ konaný v roce 1966. V roce 1967 se zapojil do kritiky 4. sjezdu Svazu československých spisovatelů, kde zaznívaly četné příspěvky kritické k politické situaci v Československu.
V období duben–srpen 1968 byl členem předsednictva ÚV KSČ. Během pražského jara roku 1968 a následné normalizace patřil ke konzervativnímu, prosovětskému křídlu KSČ. Jedná se o jednoho z autorů tzv. zvacího dopisu v roce 1968, což byl akt, jenž vyvolává podezření z velezrady. Za tento čin nebyl ovšem nikdy potrestán. Dopis předali konspirátoři Oldřich Švestka, Alois Indra, Drahomír Kolder, Antonín Kapek a Vasil Biľak tajně vedoucímu sovětské delegace Petru Šelestovi během porady východoevropských komunistických stran. Původní plán spoléhal na převrat v ÚV KSČ a vytvoření prosovětské vlády ihned po okupaci. Když se ale v noci z 20. na 21. srpna 1968 Předsednictvo ÚV KSČ dozvědělo, že začala invaze vojsk Varšavské smlouvy do Československa, dokázali reformisté izolovat kolaborační prosovětské křídlo a přijmout protiokupační rezoluci. Oldřich Švestka v této situaci nehlasoval proti, žádal jen korekce některých formulací. Vysočanský sjezd KSČ konaný krátce po začátku okupace pak byl jasným vítězstvím reformátorů a konzervativní politici včetně Oldřicha Švestky jím byli vyřazeni ze stranického vedení. 31. srpna 1968 proběhly změny v Předsednictvu ÚV KSČ. Na přímý nátlak Sovětů ho musel opustit František Kriegel, ale odstraněni byli i kolaboranti včetně Oldřicha Švestky.
Jeho politická kariéra pak ale pokračovala za normalizace. XIV. sjezd KSČ, XV. sjezd KSČ a XVI. sjezd KSČ ho opětovně zvolily za člena Ústředního výboru Komunistické strany Československa. Od prosince 1970 až do své smrti roku 1983 byl členem sekretariátu ÚV KSČ. Od září 1969 do května 1971 byl rovněž členem Byra ÚV KSČ pro řízení stranické práce v českých zemích (od března do prosince 1970 byl i tajemníkem tohoto byra). Od prosince 1970 do října 1975 byl tajemníkem ÚV KSČ. V roce 1970 získal Řád práce, v roce 1972 Řád republiky, roku 1973 Řád Vítězného února a roku 1982 Řád Klementa Gottwalda.
Ve volbách roku 1971 zasedl do Sněmovny lidu (volební obvod č. 68 – Teplice, Severočeský kraj). Mandát získal i ve volbách roku 1976 (obvod Teplice-sever) a volbách roku 1981 (obvod Teplice-město). Ve FS setrval do své smrti v roce 1983. Pak ho nahradil Vratislav Vajnar.